# Ah Via Musicom
Ah Via Musicom es el segundo álbum de estudio del guitarrista Eric Johnson. Fue grabado durante el período que abarca marzo de 1988 hasta junio de 1989. Este álbum es considerado uno de los más conocidos de Eric Johnson por contener la canción Cliffs of Dover. Esta canción, según la revista Rolling Stone es la que contiene el 17.º mejor solo de guitarra de la historia. 

## Lista de canciones
1. "Ah Via Musicom" - 2:04
2. "Cliffs of Dover" - 4:10
3. "Desert Rose" - 4:55
4. "High Landrons" - 5:46
5. "Steve's Boogie" - 1:51
6. "Trademark" - 4:45
7. "Nothing Can Keep Me From You" - 4:23
8. "Song For George" - 1:47
9. "Righteous" - 3:27
10. "Forty Mile Town" - 4:13
11. "East Wes" - 3:28